# Henri Landru
Henri Désiré Landru, meglio conosciuto come Henri Landru o Barbablù di Gambais, (Parigi, 12 aprile 1869 – Versailles, 25 febbraio 1922) è stato un criminale e serial killer francese.

## Biografia

### L'affaire Landru
Per venire incontro alle necessità familiari, Henri Landru a partire dal 1915 si fece passare per un agiato vedovo e fece pubblicare un annuncio sul giornale per riuscire a trovare donne sole e ricche da sedurre. Simulando una finta agiatezza economica, faceva loro intravedere un probabile matrimonio e le invitava a soggiornare brevemente in una villa isolata da lui affittata a Gambais (Seine-et-Oise, l'attuale dipartimento di Yvelines).
Grazie alla sua eloquenza, riusciva a far firmare alle sue vittime una procura che gli permetteva di far man bassa dei loro conti bancari e poi le strangolava e ne faceva sparire i corpi facendoli a pezzi e bruciandoli nel forno situato nella cucina della villa. Benché fosse alquanto isolata, la casa era comunque relativamente vicina ad alcune abitazioni, i cui residenti non potevano fare a meno di notare il frequente odore pestilenziale emanato dal fumo che usciva dal camino in periodi in cui il riscaldamento non era necessario.
Insospettiti, avvisarono così più volte la polizia, invitandola a perquisire la villa, ma ad ogni modo Landru riuscì a restare a lungo nell'ombra, grazie alla cautela utilizzata nel compiere i suoi efferati crimini. Egli, infatti, una volta che il cadavere si era incenerito e il fuoco spento, puliva accuratamente il forno dalla cenere che poi spargeva nei campi vicini, eliminando così tutte le tracce e le possibili prove che avrebbero potuto incriminarlo.
Fu arrestato il 12 aprile 1919 con l'accusa di truffa ed appropriazione indebita, in seguito alle denunce sporte da alcuni parenti delle vittime dopo la loro scomparsa. Ben presto, dall'analisi di vari indizi concordanti, l'accusa si trasformò in quella dell'omicidio di dieci donne e di un ragazzino che accompagnava una delle vittime.

### Il processo
Il processo, che all'epoca ebbe un'enorme eco, si aprì il 7 novembre 1921 davanti alla Corte d'assise di Seine-et-Oise nella sede di Versailles.
Henri Landru negò fin dall'inizio di essere l'autore dei crimini, ammettendo tuttavia di aver truffato le presunte vittime. Manifestò a più riprese un atteggiamento spesso provocatorio nei confronti della corte, arrivando perfino ad esclamare: "Mostratemi i cadaveri!". La cucina a legna nella quale aveva bruciato i corpi fu trasportata nell'aula del tribunale, mentre una meticolosa perquisizione del giardino della casa di Gambais rivelò frammenti di ossa umane e molti denti.
Sebbene le prove materiali fossero scarse, la giuria fu influenzata da un'agendina di Landru in cui erano meticolosamente registrate, di suo pugno, le spese del viaggio di andata di ogni vittima, mentre erano del tutto assenti le spese del viaggio di ritorno. Di questo fatto egli non riuscì a dare alcuna spiegazione convincente.
Vincent de Moro-Giafferi, il suo avvocato, lo difese strenuamente, ma di fronte a una serie di testimonianze schiaccianti e a numerosissime prove circostanziali non poté evitarne la condanna a morte, pronunciata il 30 novembre 1921.

### La fine

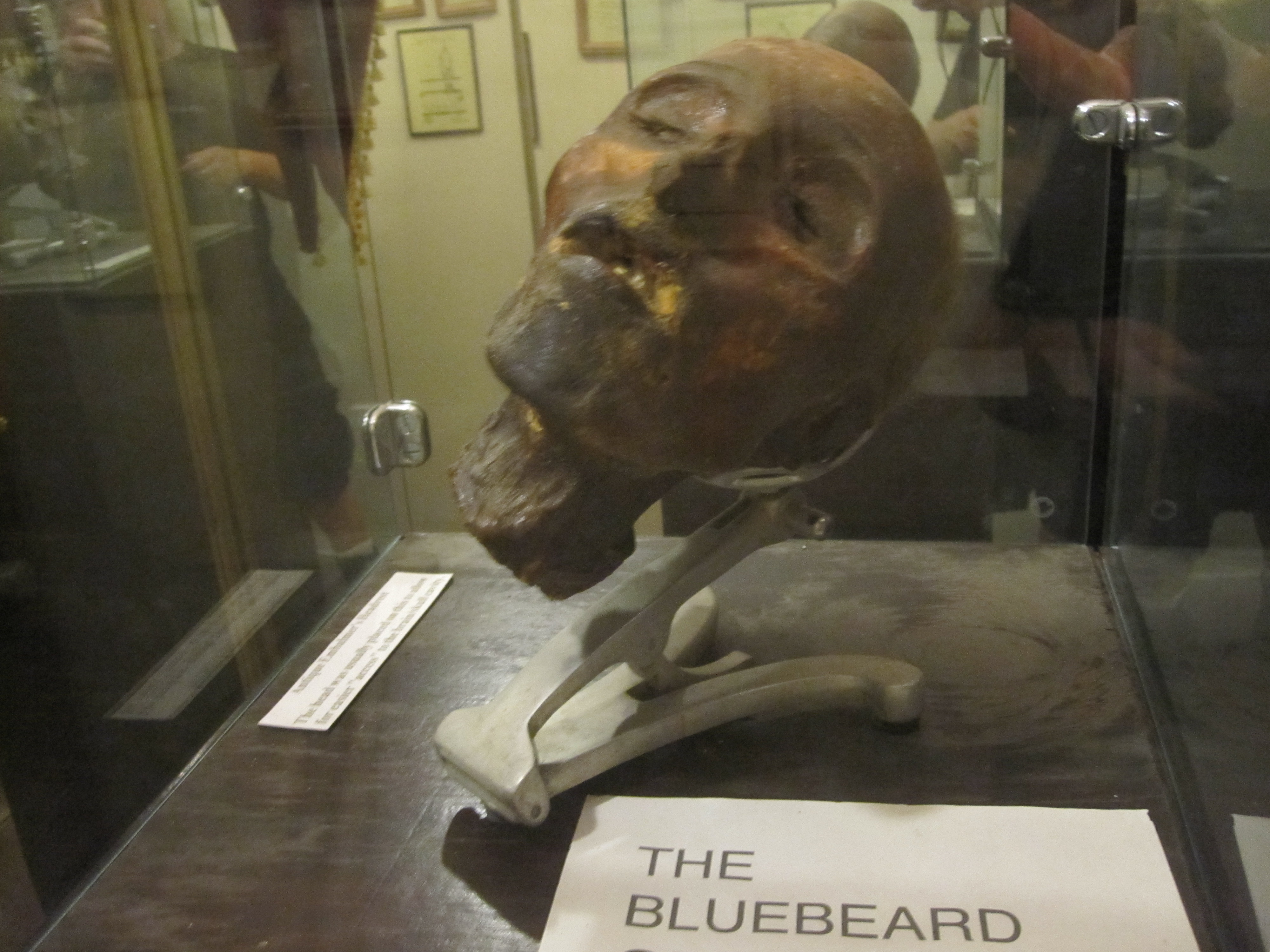
La testa mummificata di Landru

La richiesta di grazia, inviata ad Alexandre Millerand, all'epoca presidente della repubblica francese, fu rifiutata il 24 febbraio 1922. L'esecuzione pubblica della sentenza avvenne alle ore 6.05 del 25 febbraio 1922 nel cortile della prigione di St. Pierre a Versailles, dove era stato allestito il patibolo e la ghigliottina.
La sua testa mozzata e mummificata è conservata nel Museum of Death di Hollywood.

## Influenze nella cultura di massa

### Cinema
- Charlie Chaplin s'ispirò all'affare Landru per creare il personaggio principale del film Monsieur Verdoux (1948). Il film, aggiungendo alla vicenda originale una trama sociale ispirata alla crisi economica del 1929, presenta il suo eroe come una sorta di vittima. Il lungometraggio doveva essere diretto in origine da Orson Welles, dal quale Chaplin acquistò i diritti poiché non avrebbe accettato di essere diretto da altri che se stesso.
- Il film Le 10 lune di miele di Barbablù (1960), diretto da W. Lee Wilder e interpretato da George Sanders, è ispirato alla vicenda di Landru.
- Claude Chabrol realizzò il film Landru, proiettato per la prima volta il 25 gennaio 1963. La sceneggiatura si ispirava alle ricostruzioni più veritiere dell'affare e fu scritta da Françoise Sagan. Il ruolo di Landru fu interpretato da Charles Denner.
- Nel film Totò e le donne (1952) di Steno e Mario Monicelli, il protagonista, nella soffitta di casa in cui si rifugia per sfuggire alla moglie, allestisce una sorta di altarino nel quale tiene acceso un lume in omaggio a Landru, ammirandolo come avversario delle donne.
- Nel film Il sorpasso (1962) di Dino Risi, Landru è citato da Roberto Mariani quando – dopo che Bruno Cortona gli ha raccontato di come da ragazzino fosse arrossito dopo aver messo la mano nella scollatura di una «maestrina» – risponde: «Anche Landru da ragazzino era timido».
- Nel film Totò contro i quattro (1963) di Steno, il sedicente colonnello La Matta comunica al commissario interpretato da Totò di aver scoperto che in una villa molto isolata quotidianamente entrano molte ragazze senza mai uscirne, ipotizzando quindi un nuovo caso Landru. Fingendosi imbianchini, i due riescono a entrare nella casa e, dopo una lunga serie di equivoci dovuti all'aria lugubre degli abitanti, scoprono che si stanno girando delle scene horror di un fotoromanzo. A completare il quadro arrivano gli infermieri di un manicomio che portano via La Matta, che in realtà è un pazzo scappato dalla casa di cura.
- Nel film Delitto a Porta Romana (1980), il maresciallo Nico Giraldi cita Landru mentre discute con il marito della donna assassinata.
- Nel film Quando Alice ruppe lo specchio (1988), il protagonista (Brett Halsey) è un moderno Barbablù/Landru che sposa vedove facoltose per pagare i debiti e poi le uccide e le dà in pasto ai maiali.
- Nel film Ballata dell'odio e dell'amore (2010), i protagonisti Javier e Natalia vedono una statua di cera dalle fattezze di Landru mentre attraversano la casa stregata di un luna park. Quando Javier indica che lui è Barbablù, Natalia ribatte: "Ma non ha la barba blu".

### Televisione
- Appare nell'episodio 4x13 della serie televisiva Ai confini della realtà (1963).
- Nel film per la televisione L'erba del vicino (1989) di Joe Dante, il grosso cane danese della famiglia Koplek, responsabile di molti omicidi, si chiama Landru.
- Il film per la televisione Désiré Landru (2005), diretto da Pierre Boutron, è ispirato alla storia di Henri Landru.

### Libri
- Nella Recherche (La prigioniera), Proust utilizza Landru per una singolare riflessione sul rapporto fra responsabilità e crimine: "L'irresponsabilità aggrava le colpe e persino i crimini, checché se ne dica. Landru (supponendo che abbia realmente ucciso delle donne), può essere graziato se lo ha fatto per lucro, alla qual cosa si può resistere, ma non se lo fece per un sadismo irresistibile". Al tempo in cui Proust scriveva La prigioniera, Landru non era ancora stato giustiziato.
- Nel libro del 2010 Il meccanico Landru, scritto da Andrea Vitali, uno dei protagonisti è soprannominato Landru per la sua bravura con le donne.
- Il nome di Landru viene più volte citato nel romanzo L'uomo che guardava passare i treni di Georges Simenon.
- L'affaire Landru viene menzionato più volte nel romanzo Gli ultimi giorni di Raymond Queneau.

### Canzoni
- È intitolata a Landru una canzone di Charles Trenet, di tono lieve e scherzoso.
- Ciccio Ingrassia cita Landru  interpretando una divertente parodia del brano "Lo straniero" di Georges Moustaki.